# 야마시로정 (교토부)
야마시로정(일본어: 山城町)은 일본 교토부 소라쿠군의 남부에 있던 정이다.
2007년 3월 12일에 기즈정·가모정을 합병해, 기즈가와시가 되었다.

## 지리
교토부의 남쪽에 위치하고 있으며 쓰즈키군 이데정·소라쿠군 와쓰카정·가모정과 강을 사이에 두고 기즈정·세이카정과 접하고 있는 전원지대이다. 마을의 서쪽은 기즈강가의 평지이지만 동쪽은 산악지대이다.

## 역사
- 1889년 4월 1일 - 정촌제 시행에 의해 고마촌, 다나쿠라촌, 가미코마촌이 성립하였다.
- 1926년 7월 1일 - 정으로 승격해 가미코마정이 되었다.
- 1956년 8월 1일 - 가미코마정, 고마촌, 다나쿠라촌의 1정 2촌이 합병해 야마시로정이 성립하였다.
- 2007년 3월 12일 - 기즈정·가모정과 합병해 기즈가와시가 성립하였다.

## 인구
고도 경제 성장기의 급격한 도시화를 타지 않고, 서서히 도시화가 진행 중이였는데 인구는 급격하게 증가하지 않았다.

## 교통

### 철도
- 서일본 여객철도
  - 나라 선

### 도로
- 국도 24호선
- 국도 제163호선 (일본)(일본어판)